# Fredrik Neij
Hans Fredrik Lennart Neij, alias TiAMO, född 27 april 1978 i Norrahammars församling, Jönköpings län, är en av personerna bakom Bittorrent-trackern The Pirate Bay (TPB) som han grundade 2003 tillsammans med Gottfrid Svartholm. Han var även tidigare ägare av webbhotellet PRQ som tidigare inhyste bland annat TPB.

## Biografi
Den 16 februari 2009 inleddes en rättegång mot Neij och tre andra personer som arbetat med TPB. De stod åtalade för medhjälp samt förberedelse till brott mot upphovsrättslagen. Den 17 april 2009 fälldes de fyra åtalade och dömdes till ett års fängelse vardera samt totalt 30 miljoner kronor i solidariskt skadestånd till de musik-, film- och skivbolag som yrkat skadestånd i målet. Domen överklagades dock.
Svea hovrätt sänkte i sin dom, meddelad 26 november 2010, straffet för Neij till 10 månaders fängelse för medhjälp till upphovsrättintrång. Det solidariska skadeståndet höjdes dock till 46 miljoner kronor. Neij blev internationellt efterlyst eftersom han inte infann sig på anstalten för att avtjäna fängelsestraffet. Den 3 november 2014 greps Neij av thailändsk immigrationspolis i norra Thailand. Enligt uppgifter i Expressen befann han sig i Laos och hade bildat familj, vilket senare bekräftades. Efter att ha avtjänat två tredjedelar av sitt straff på Skänningeanstalten släpptes Neij. Han ämnade då att flytta tillbaka till sin familj i Laos där han arbetade som IT-tekniker på distans, eftersom ett jobb i Sverige skulle innebära att pengarna omhändertogs av Kronofogden.
Neij har även blivit stämd tillsammans med Peter Sunde och Gottfrid Svartholm av BREIN i Nederländerna under 2009, Film och Skivbolagen i Sverige den 13 maj samt av Skivbolagen igen den 28 december 2009. Neij friades från alla misstankar den 18 oktober 2019, då åklagaren meddelat hans advokat att Neij inte längre är misstänkt för något brott.
I dramaserien The Pirate Bay från 2024 skildras turerna kring och Neij porträtteras av Willjam Lempling.